# إعصار غونو

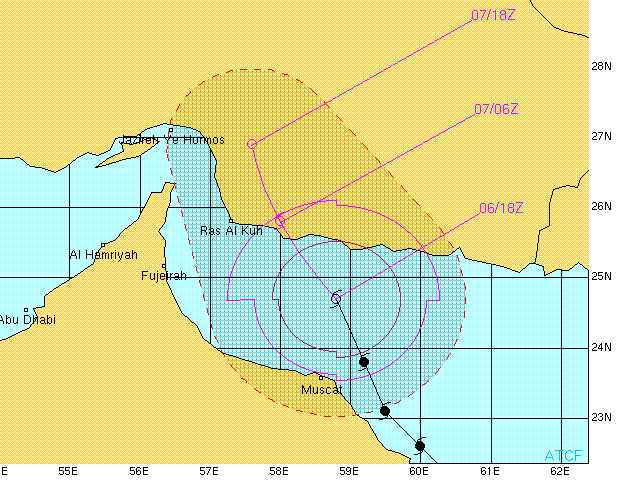
مسار مركز الأعصار

آثار الإعصار

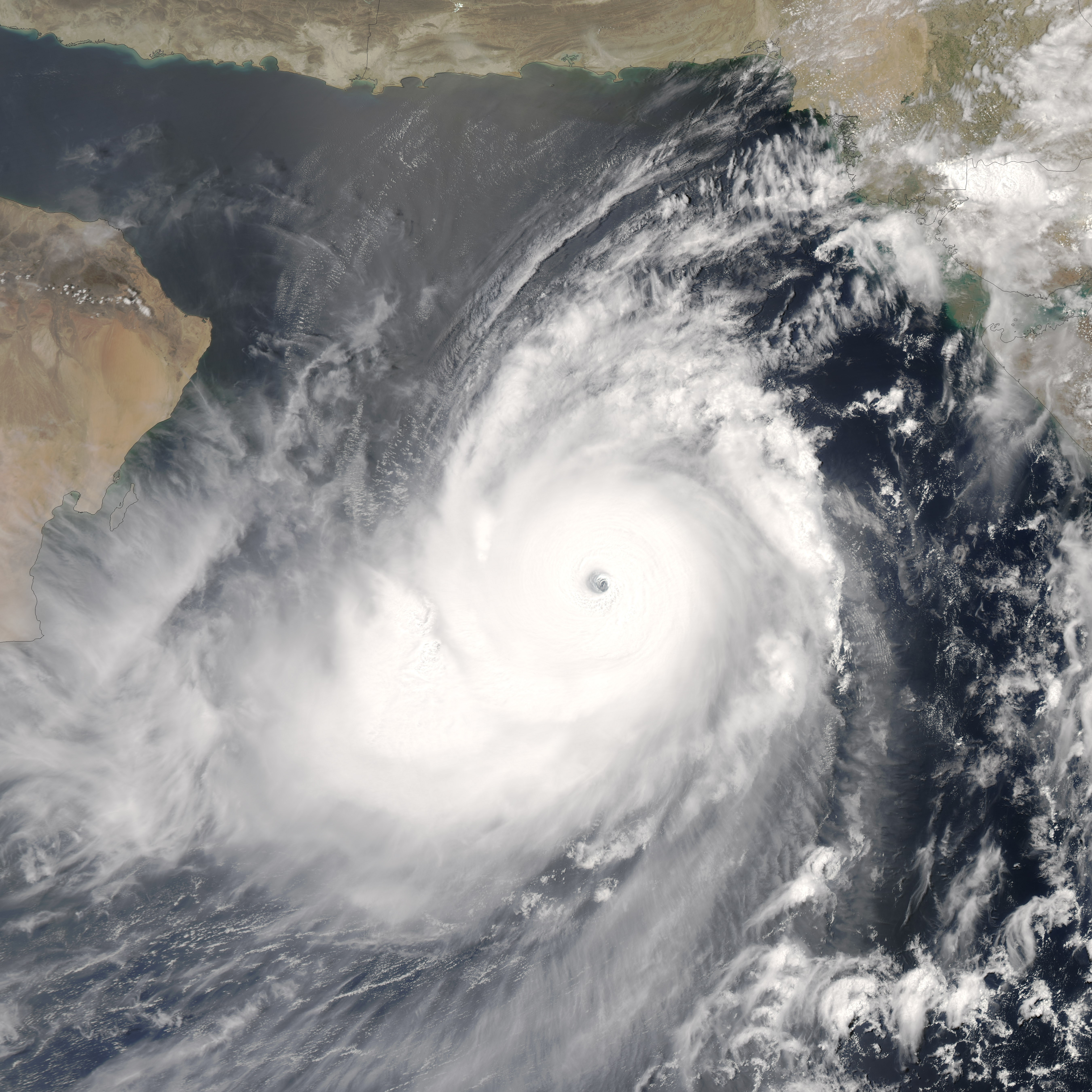
مركز الإعصار يوم 4 حزيران

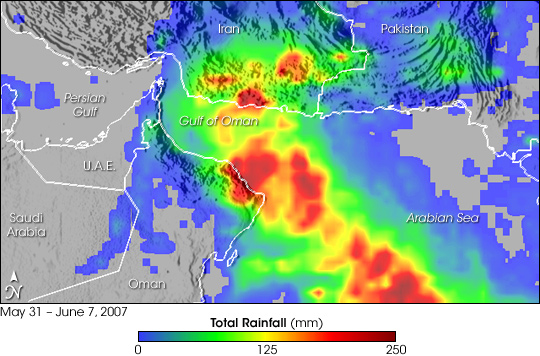
صورة للأقمار الصناعية تصور مناطق تساقط الأمطار حول مدار الاعصار من يوم 31 مايو/أيار حتى 7 يونيو/حزيران (اللون الأحمر دلالة على كثافة تساقط مطر أكثر من 200 ملم)

إعصار جونو أو غونو يعتبر أقوى إعصار مداري يضرب الشواطئ المطلة لبحر العرب منذ عام 1977 في حين تقول مصادر أخرى أنه الأقوى منذ نحو ستين عاماً حسب تصريحات لمسؤولي الأرصاد الجوية ، بلغ الذروة بعد التكون بوصول سرعة دورانه إلى 260 كلم في الساعة، في 3 يونيو/حزيران 2007 ويصاحبه ارتفاع في أمواج البحر بلغ ارتفاعها على سواحل عمان 12 متراً، وظهور تشكيلات من السحب المتوسطة والعالية، وهو إعصار نادر الحدوث فهو يضرب بحر العرب كل ثلاث سنوات وسريع التلاشي ولكنه يعتبر الأعنف والأشد هذه المرة.

## تاريخ الإعصار
بلغ الإعصار ذروته بعد التكون بوصول سرعة دورانه إلى 260 كلم في الساعة، في 3 يونيو/حزيران 2007. وقد قام الإعصار بالتوجه باتجاه الشمال الغربي، لكن سرعة الرياح المرافقة بالإعصار تراجعت إلى 175 كم في الساعة  بتاريخ 5 يونيو/حزيران 2007 وقد ضرب سواحل سلطنة عمان الشرقية بتاريخ 5 و 6 يونيو/حزيران واتجه إلى الشمال باتجاه سواحل الإمارات الشرقية وسواحل إيران الجنوبية الشرقية.

## التسمية
كلمة غونو في لغة المالديف تعني الحقيبة اليدوية المصنوعة من سعف النخيل.

## معلومات الإعصار الحالية
- بدأ الإعصار المداري غونو يضرب الساحل الشرقي لسلطنة عمان متسببا في أمواج بحرية بلغ ارتفاعها 12م وعواصف رعدية وأمطار. الإعصار وصل في وقت سابق إلى ما يعادل الفئة الخامسة القصوى من الأعاصير، بلغت سرعته 260 كلم/ساعة.[3] وقد تم إغلاق ميناء الفحل المرفأ الوحيد لتصدير النفط عند مرور الإعصار وتم إغلاق محطة صور التي يتم منها تصدير 10 ملايين طن من الغاز السائل سنويا لمدة 48 ساعة. وكان قد تم إغلاق ميناء السلطان قابوس الذي يستقبل المركبات والحاويات.[2]

## الاستعدادات
أعلنت السلطات الحكومية في سلطنة عمان حالة الطوارئ لثلاثة أيام وطلبت من سكان المناطق المطلة على السواحل الانتقال من مناطقهم، وخصصت وزارة التربية والتعليم بالتعاون مع اللجنة الوطنية للدفاع المدني مدارس وملاعب لتكون ملاجئ آمنة لمن يتم ترحيلهم عن مناطقهم.
ولم تصدر السعودية والإمارات تحذيرات رسمية لموطنيها من الإعصار وحذرت السلطات في اليمن مرتادي الشواطئ والصيادين بأخذ الحذر.
و قد قامت دولة الكويت بإجلاء رعاياها من عمان بطائرة خاصة تنفيذاً لرغبة أمير الكويت صباح الصباح، وقامت طائرة من شركة طيران الجزيرة بنقل من تأخر عن إقلاع الطائرة الأميرية.

## سلطنة عمان
قام الآلاف من سكان جزيرة مصيرة العمانية، وفي المناطق العمانية الساحلية، ومسقط بإخلاء مناطق سكناهم والانتقال إلى مناطق أخرى قبل أن يضربها الإعصار . كما أغلقت السلطات العمانية مطار السيب الدولي لكن لم تتوقف حركة الملاحة البحرية عبر مضيق هرمز حتى تاريخ 6 حزيران 2007.
و قد تم الإعلان يوم 6 حزيران 2007 عن مقتل شخص في مدينة صور الساحلية شرق عُمان وبذلك يكون أول ضحية للإعصار.
وقد تسبب الإعصار إلى شلّ الحركة المرورية بالكامل في العاصمة العمانية مسقط بتاريخ 6 يونيو 2007 وبقي أغلب السكان في منازلهم بعد أن ضرب الإعصار سواحل العاصمة. وقد انقطع التيار الكهربائي في بعض مناطق العاصمة وقطعت أيضا شبكات الاتصالات الرئيسية وتسبب الإعصار بقلع الأشجار من مكانها وأدى إلى فيضانات في معظم مناطق العاصمة.

### منطقة القرم

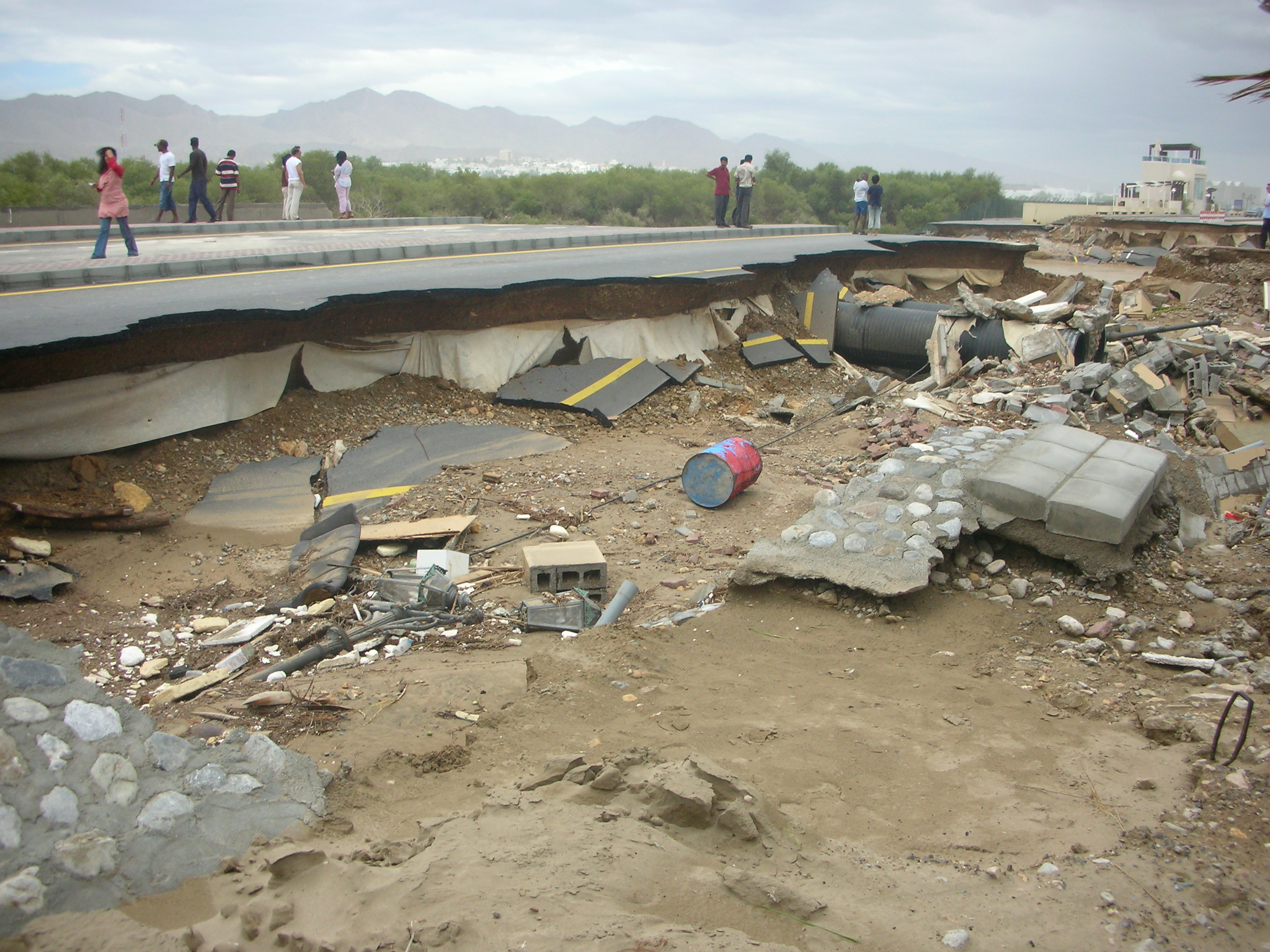
شاطئ القرم بعد الإعصار

منطقة القرم في مسقط أثناء الإعصار

كانت منطقة القرم من أكثر المناطق تضرراً في مسقط إذ تسببت الفيضانات في إغراق مجمعات تجارية مثل مجمع العريمي ومجمع سابكو، ومحال تجارية ومطاعم بأكملها في منطقة القرم كما يظهر في الصورة.
وقد تسببت الفيضانات بتحطيم وكسر الشوارع الرئيسية في العاصمة مسقط واقتلاع خطوط الكهرباء الموجودة مما أدى إلى قطع التيار الكهربائي في غالبية مناطق العاصمة. بتاريخ 8 حزيران 2007 أعلن الناطق باسم الشرطة العمانية عبد الله الحارثي عن مقتل 32 شخص بينهم رجال إنقاذ في الإعصار وفقدان حوالي 30 شخصاً في عمان وهذه الحصيلة المعلومة حتى يوم 8 يونيو/حزيران. كما حدث انهيار جبلي في مسقط بسبب الإعصار أدى إلى إغلاق العديد من الطرق، كما أعلنت إحصائية أولية أن عدد المنكوبين في عمان بلغ حوالي 20 ألف شخص.
قطعت إمدادات المياه من يوم الأربعاء 6 يونيو وعادت بين يومي 12- 13 يونيو، إلا أن الحكومة نشرت سيارات الصهاريج في عدة مناطق لتمكن السكان من الحصول على احتياجاتهم من المياه.

### مطار مسقط الدولي
لقد أغلق المطار في يوم 6 يونيو بدءاً من الساعة 11.15 وبدء التشغيل يوم 8 يونيو في الساعة 7.30. الجدير بالذكر أن فرق إطفاء الحرائق والعمليات والصيانة ظلوا في مواقعهم لحماية المطار. ولم تحدث أي خسائر في مطار مسقط الدولي وتم إعادة تشغيله من جديد .

### الإجراءات الحكومية
شكّل السلطان قابوس بن سعيد لجنتين في اجتماع مجلس الوزراء الذي عقد بتاريخ 11 يونيو 2007 لاحتواء آثار الإعصار، الأولى لفحص عدد البيوت والمساكن المتضررة والثانية برئاسة وزير الاقتصاد لإصلاح البنية الأساسية والجسور والطرق التي تم تدميرها. وتم تخصيص ميزانيات لذلك ولم تقبل أي مساعدات دولية مما أدى إلى تلاحم الشعب العماني.
كما أشار إلى النظر في اختبارات نهاية العام وأيضا النظر إلى حالة المباني التي تضررت.

### محافظة ظفار
تلاحم أهالي محافظة ظفار الذين كانوا بعيدين عن الإعصار مع إخوانهم في المناطق المتضررة فتم تشكيل مراكز لتجميع التبرعات وأرسلت قوافل المواد الغذائية والخيام وأرسلت فرق من الفنيين لإصلاح خطوط الكهرباء والمياه والاتصالات وقامت الشركات المحلية بمحافظة ظفار بإرسال مئات المعدات والشاحنات لدعم جهود إزالة الأضرار والمخلفات وقامت بلدية ظفار بإرسال مئات من عمالها لدعم بلدية مسقط كما تبرعت كثير من الشركات والمصانع بمحافظة ظفار بمبالغ مالية.

## الإمارات العربية المتحدة
وصلت آثار الاعصار إلى دولة الإمارات العربية المتحدة وقد كان التأثير متركزاً في إمارة الفجيرة شرقي البلاد حيث أدى الإعصار والأمواج الناجمة عنه إلى غمر شوارع بأكملها بالمياه في الفجيرة.
كما غمرت المياه منطقتي كلباء في إمارة الشارقة على الساحل الشرقي،
و أيضاً في فروعها الداخلية خصوصاً في منطقة سهيلة وخور كلباء كونهما قريبتين من البحر .

## إيران
ومن المتوقع أن تكون شواطئ إقليم هرمزجان وسيستان-بلوشستان الأكثر تأثرا بالإعصار. وقامت السلطات المحلية في إقليم سيستان-بلوشستان بترحيل الطلاب والتلاميذ إلى المناطق المرتفعة. ويتوقع أن يؤدي الإعصار إلى سقوط أمطار غزيرة والتسبب بفيضانات لدى وصول إلى الشواطئ الإيرانية. وتشهد مدينة بندر عباس الإيرانية الساحلية يوم 6 حزيران عاصفة غبارية كثيفة مع سقوط زخات من المطر وانقطاع التيار الكهربائي. وقد قِتل ثلاثة أشخاص بسبب الأمطار الغزيرة المصاحبة للإعصار حسب بيان صدر يوم 7 حزيران. وفي يوم 8 يونيو/حزيران أعلن عن أن حصيلة القتلى في إيران قد وصلت إلى 12 قتيلاً.